# Lloyd (chanteur)
 (juin 2013).
Si vous disposez d'ouvrages ou d'articles de référence ou si vous connaissez des sites web de qualité traitant du thème abordé ici, merci de compléter l'article en donnant les références utiles à sa vérifiabilité et en les liant à la section « Notes et références ».
Lloyd, de son nom complet Lloyd Polite Jr., né le 3 janvier 1986 à La Nouvelle-Orléans, est un chanteur de RnB américain.

## Discographie

### Albums
- 2004: Southside
- 2007: Street Love
- 2008: Lessons in Love
- 2009: Lessons in Love 2.0
- 2009: Like Me EP
- 2011: King Of Hearts
- 2012: The Playboy Diaries EP
- 2018: Tru LP

### Singles solos
- 2004: Southside (featuring Ashanti)
- 2004: Hey Young Girl
- 2006: You (featuring Lil Wayne)
- 2007: Get It Shawty
- 2007: Player's Prayer
- 2008: How We Do It (featuring Ludacris)
- 2009: Pusha (featuring Lil Wayne)
- 2010: Lay it Down
- 2010: Nobody Better Than Me
- 2011: Things I Like About You
- 2011: Cupid
- 2011: Dedication to My Ex (Miss That) (featuring André 3000)
- 2016: Tru

### Duos
- 2004: Forever (Eightball & MJG featuring Lloyd)
- 2004: Let's Cheat (Tango Redd featuring Lloyd)
- 2005: Caught Up (Ja Rule featuring Lloyd)
- 2007: When I Hustle (Huey featuring Lloyd)
- 2008: Girls Around The World (Lil' Wayne featuring Lloyd)
- 2009: Bedrock (Young Money featuring Lloyd)
- 2010: Feelin' Myself (Nipsey Hussle featuring Lloyd)
- 2011: Let's get it in (50 Cent featuring Lloyd)
- 2013: #Makelove (DJ E-rise featuring Lloyd)